# 岩村町
岩村町（いわむらちょう）は、かつて岐阜県恵那郡にあった町。2004年（平成16年）10月25日に周辺市町村との合併により恵那市となり、自治体としては廃止された。恵那市の町名として岩村町が存在する。

## 地理
岐阜県の南東端部に位置する恵那市の一部の地区である。愛知県・長野県とも近く、美濃三河高原に含まれており平均標高は約500m。夏は涼しいが、冬は乾燥し寒さが厳しい。町域は山に囲まれた盆地を成し、面積の65%は山林である。木曽川の支流である岩村川・飯羽間川・富田川が盆地内を北へと流れる。岩村町は大きく分けて「岩村」、「飯羽間」、「富田」の3地区に分かれており、これは岩村町の史的成り立ちにも由来している。
- 山：三森山、水晶山
- 河川：岩村川、飯羽間川、富田川
- 湖沼：阿木川湖

### 隣接していた自治体
- 恵那市
- 中津川市
- 恵那郡 上矢作町、山岡町

### 大字・字
- 大字: 岩村
- 字:城山、大路、後田、坂下、殿町、矢坪、本町、新町、鹽坪、定京、裏山、一色、上廣表、下廣表、高松、築出、丸山、桑原、山上、相原、若宮、矢田、鷹ぞうり、西町、打越、梨の木、瀧頭、林、平井戸、大将陣、新市場、中溝、東分根、大根洞、上屋後、梶ケ平、下屋敷、新柱、杉本、蕨平、大通寺、杉ケ澤、領家、菅沼
- 大字:飯羽間
- 字:大見屋洞、小見屋洞、飯塚、永洞、大平、高洞、西川、栃洞、恵立、大下洞、森下、市場田、信寺洞、上山の田、山の田、中屋、下駒ケ洞、柳ケ坪、前田、欠の下、柳の本、向ひ田、向ひ畑、大洞、坂下、根平、洞田、上根、上菜種、石佛、塔ケ根、上田、下尾先、上尾先、駒ケ洞、小箸原、中根、平畑、寺屋敷、半の木、蔵屋敷、松割、大坪、小坪、下小坪、極楽寺、土取、川前、箕輪、八本木、光學、分根、樫植、嶋田、與十郎分、廣見、蔵前、鳥屋場、上平、中平、下平、山脇、飯留口、飯留、湯平、小屋ケ根、上小澤、小澤、小澤山、上八木、高松、堤下、立野
- 大字:富田
- 字:水晶山、水晶山下、鈴ケ根、下り松、茶畑裏、茶畑、三學、三學裏、上野山、若宮前、平岩、〇ケ洞、林下、赤羽根、中野洞、大槇、熊洞、跡見坂、天神山、天神洞、新市場、柳下、分根、新建、長田向、吉田川、経塚、四ツ谷、梨の木、梅昌庵、仲側、鷹匠、吉原、宮前、上石田、芝原、申堂、九左、傳右屋敷、大洞、七蔵、漆洞、杉洞、庄の脇、鳥屋場、分井、楮洞、寥外道、西側、郷中、宮脇、仲田、石田、天神下、堀田、坂下、打杭、沖の下、上田中、櫻本、佐婆下、木曾洞、上の平、向田、下田中、花沖、札之辻、鐘鋳所、古市場、長田、垣外戸、満場、脇の下、島原、畑中、土井脇、清水、上井原、高橋、新田、栗山、廣田、砂田、猫田洞

## 歴史

### 中近世
- 平安時代より美濃国遠山荘の一部。

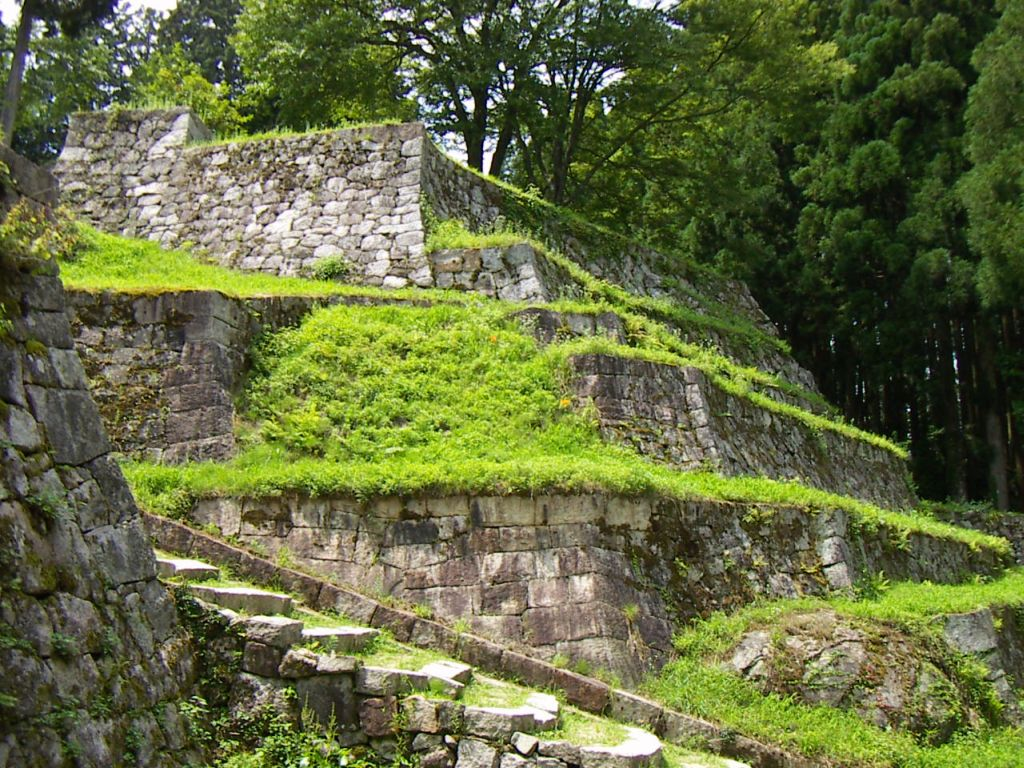
岩村城址

- 平安時代末期の文治元年（1185年）後に鎌倉幕府の有力な御家人となった加藤景廉が源頼朝より遠山荘を与えられ地頭となる。
- 鎌倉時代初期に加藤景廉の嫡子、景朝が遠山景朝と称し遠山氏の初代となり、岩村城を築城し遠山氏の本拠地となる。
- 南北朝時代の建武2年（1335年）に富田村に遠山氏の菩提寺として大圓寺が臨済宗妙心寺派の高僧 峰翁祖一により開創。
- 戦国時代末期の元亀3年（1572年）、武田軍が恵那郡に侵攻して遠山氏が敗れ、飯羽間遠山氏の飯羽間城、大圓寺等が武田軍の兵火により消失。当時、岩村城主は既に亡くなっており、信長の叔母のおつやの方（修理夫人）が女城主を務めていたが、武田軍の軍勢の前に降伏し、武田方の秋山虎繁と政略結婚して岩村城を明け渡すこととなる。遠山氏は武田方となったが、1576年に織田信長が岩村城を攻めて武田軍を降伏させるとともに、おつやの方と秋山虎繁等を逆さ磔にして処刑。
- 江戸時代は岩村藩領。岩村藩と城下は廃藩置県まで三万石の城下町として栄えた。

### 近現代
- 1871年（明治4年）7月14日（旧暦）（8月29日） - 廃藩置県で岩村県が設置されるが、その後岐阜県に編入される。
- 1889年（明治22年） - 町村制施行により、恵那郡岩村町、飯羽間村、富田村が成立する。
- 1897年（明治30年）4月1日 - 飯羽間村・富田村が合併して本郷村が発足する。
- 1954年（昭和29年）9月10日 - 岩村町が本郷村を編入する。
- 2004年（平成16年）10月25日 - 〈旧〉恵那市、恵那郡岩村町・山岡町・明智町・串原村・上矢作町の1市4町1村が合併して〈新〉恵那市が発足する。

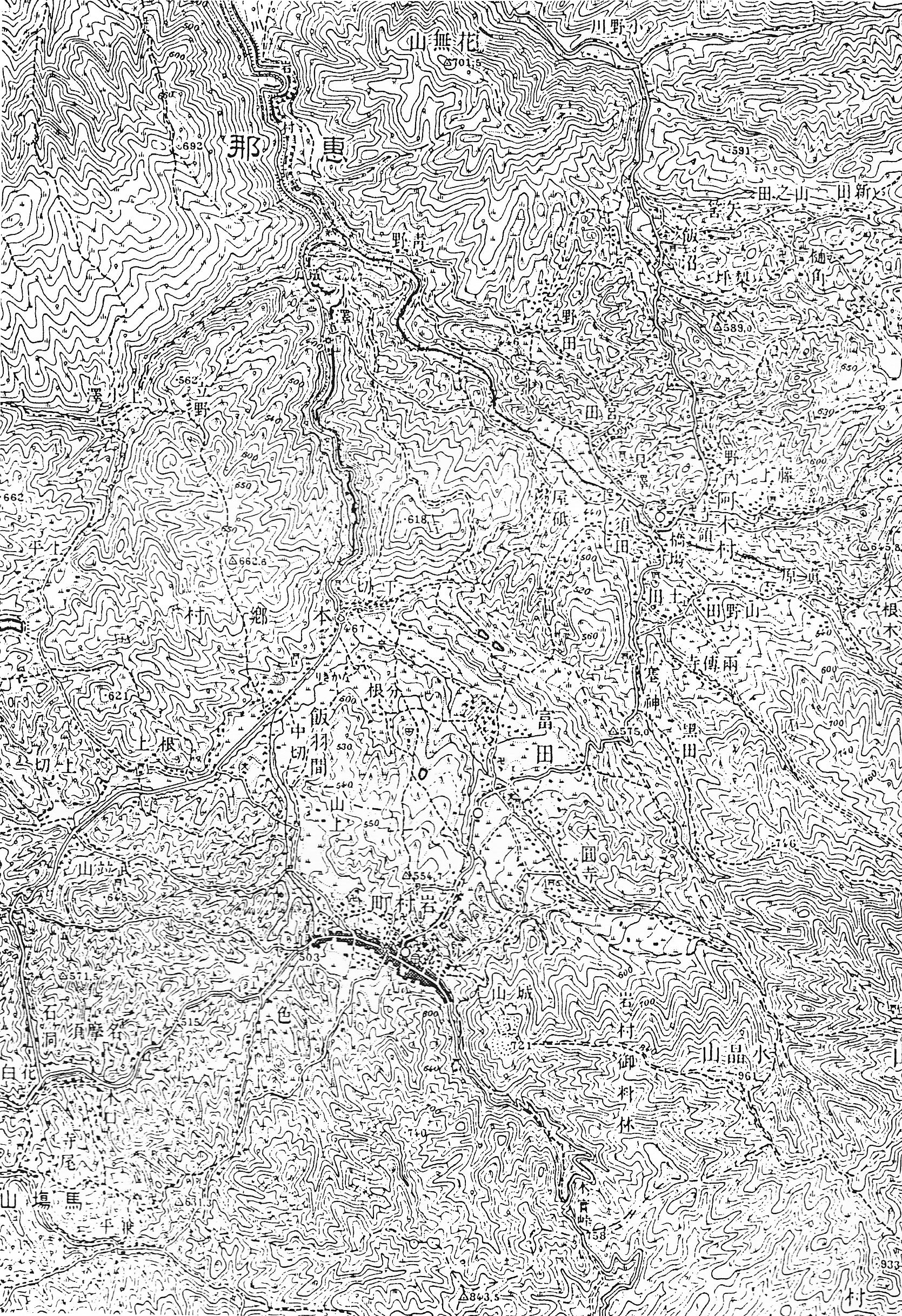
岩村町周辺の地図（1911年）
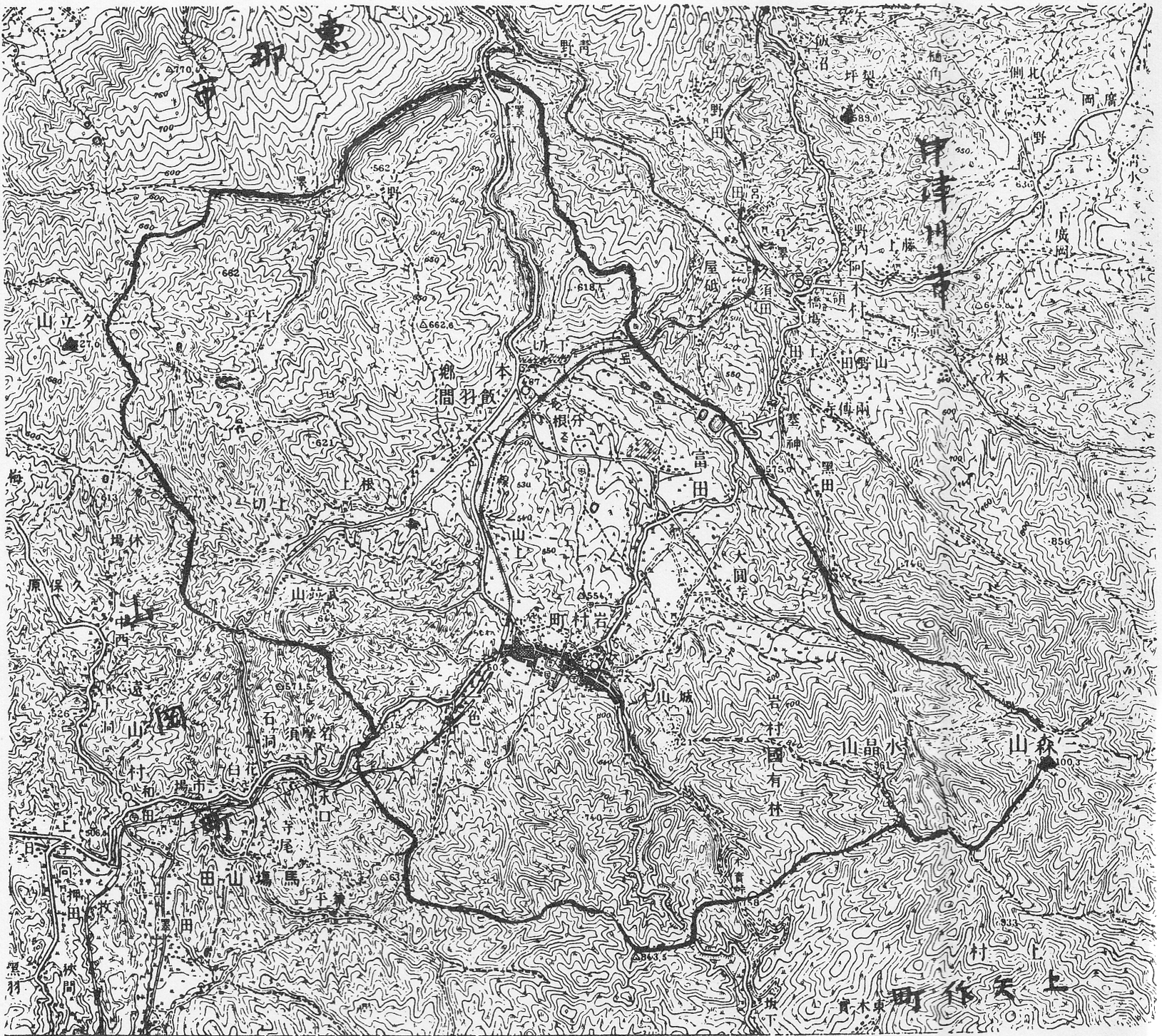
岩村町周辺地図（昭和頃）

## 行政

### 歴代町長
1. 伊藤謙蔵（1954年10月 - 1978年10月）
2. 深萱泰一郎（1978年10月 - 1990年10月）
3. 山上哲司（1990年10月 - 2004年10月）

## 経済
商業や工業が中心だが、観光業にも力を入れている。

## 教育

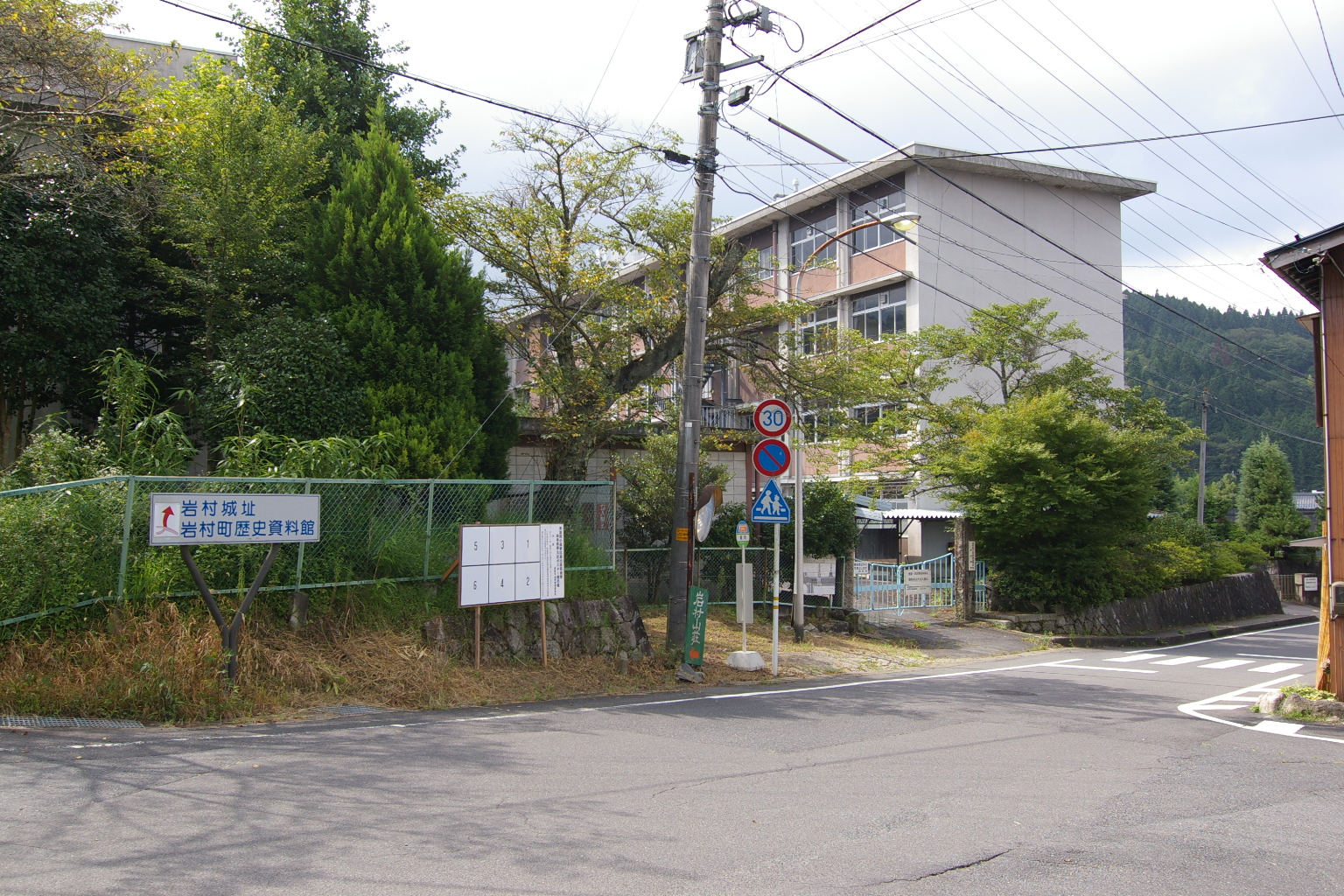
岐阜県立岩村高等学校

### 小学校
- 岩村町立岩邑小学校

### 中学校
- 岩村町立岩邑中学校

### 高等学校
- 岐阜県立岩村高等学校

### 廃校となった小中学校
- 岩村町立大成小学校（1962年廃校）

## 交通

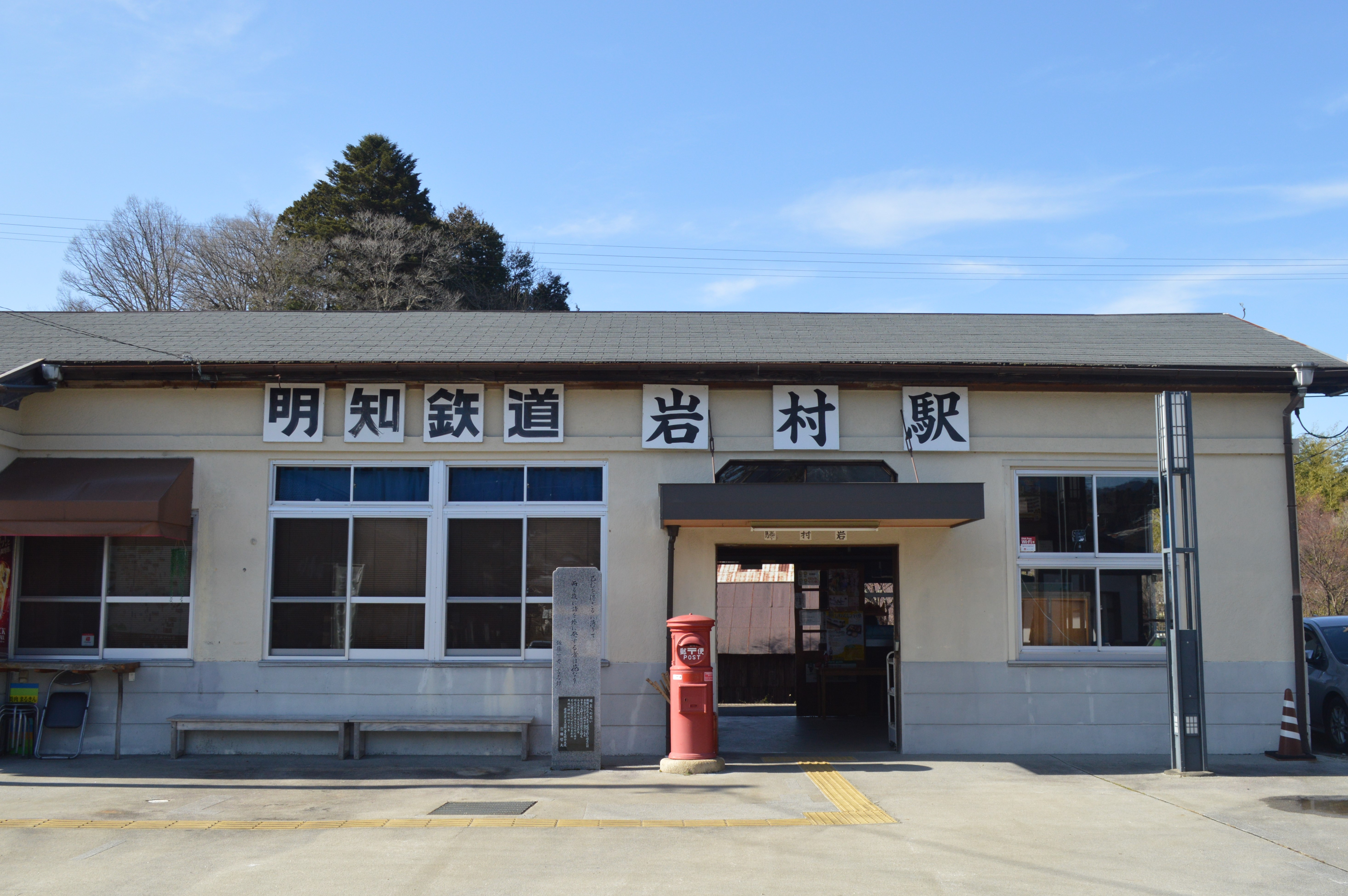
岩村駅

### 鉄道
- 明知鉄道

明知線：飯羽間駅 - 岩村駅
合併後の2008年に、旧町域内に極楽駅が新設されている。
また、1906年から1935年まで岩村電気軌道が存在した。

### 道路
- 一般国道
  - 国道257号
  - 国道363号
  - 国道418号
- 一般県道
  - 岐阜県道406号久保原阿木線
  - 岐阜県道416号岩村停車場線

## 名所・旧跡・観光スポット

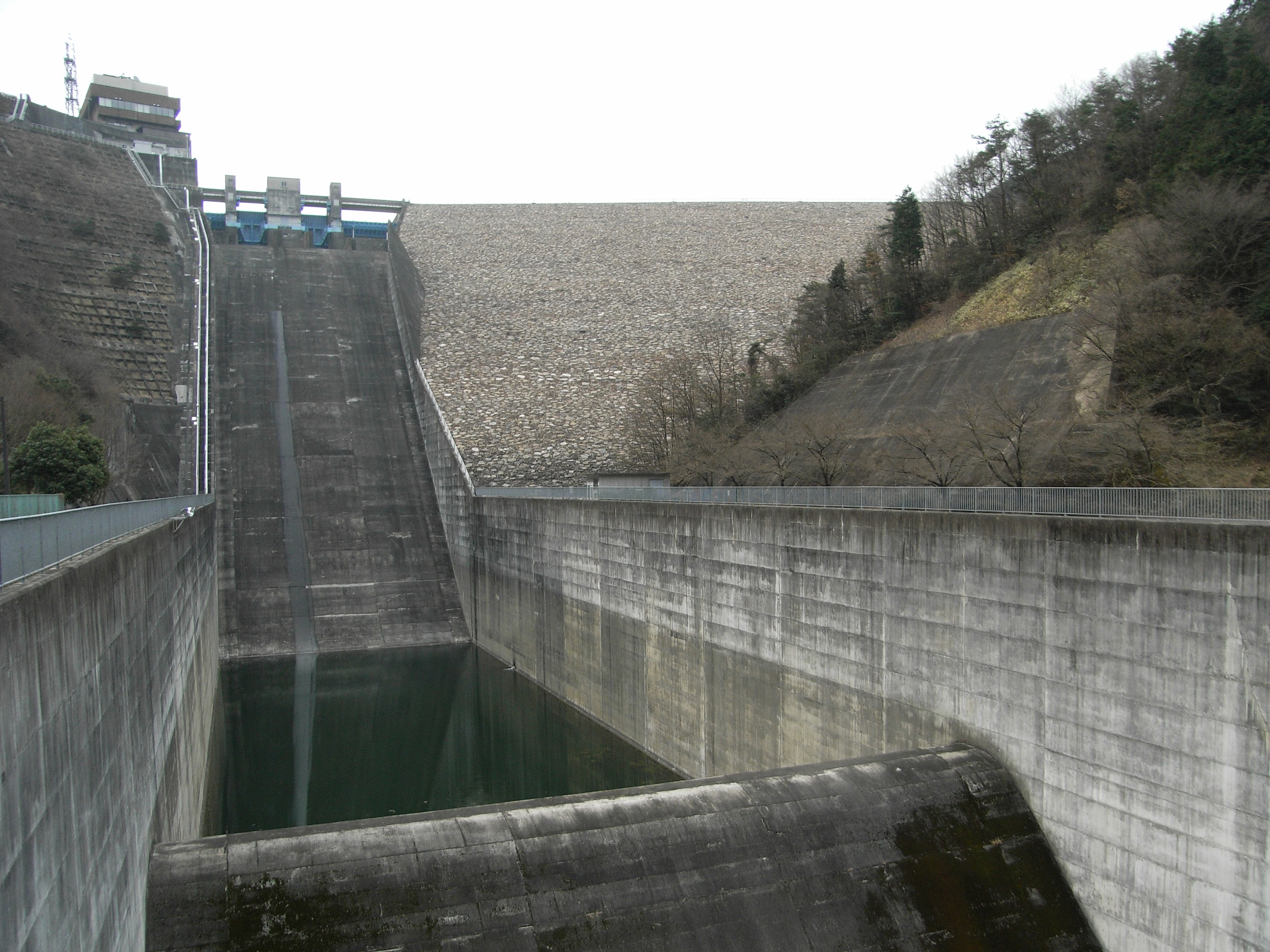
阿木川ダム

- 岩村城址 - 日本百名城[1]。備中松山城や高取城とともに日本三大山城[1]。岐阜県指定史跡。
- 岩村町本通り - 重要伝統的建造物群保存地区。城下町の町並みは美しい日本の歴史的風土100選。合併後の2018年にはNHK連続テレビ小説「半分、青い。」のロケ地となった[2]。
- 富田地区の日本一の農村景観 - 1998年に第7回美しい日本のむら景観コンテストで農林水産大臣賞を受賞[3]。
- 阿木川ダム
- 石室千体仏
- 巖邑天満宮
- 岩村劇場[4]

### 寺院
岩村町
- 盛巌寺 - 曹洞宗。
- 清楽寺(曹洞宗)
- 妙法寺 - 日蓮宗。
- 浄光寺 - 真宗大谷派。
- 隆崇院 - 浄土宗。

岩村町富田
- 東光院 - 臨済宗妙心寺派。

岩村町飯羽間
- 徳祥寺 - 臨済宗妙心寺派。

### 神社
- 武並神社
- 巖邨神社（岩村神社）
- 八幡神社

## 文化

### 祭事・催事
- 岩村神社夏祭り
- 武並神社・八幡神社秋祭り神輿渡御行列

### 名産品
- 菊ごぼう
- カステラ
- かんから餅
- 岩村醸造 - 主要銘柄は「女城主」。
- 菊芋味噌漬・粕漬

## 著名な出身者
- 佐藤一斎 - 儒学者。
- 下田歌子 - 教育者。実践女子学園創始者。
- 三好学 - 植物学者。「日本の近代植物学の祖」とされる。桜と花菖蒲の研究者。天然記念物制度の提唱者。
- 浅見与一右衛門 - 衆議院議員。
- 大島健一 - 陸軍大臣。
- 大島浩 - 駐独大使。